# Большая Рябовщина
 Большая Рябовщина  — деревня в Кирово-Чепецком районе Кировской области в составе Фатеевского сельского поселения.

## География
Расположена на расстоянии примерно 7 км на юг-юго-запад по прямой от районного центра города Кирово-Чепецк.

## История
Упоминается с 1615 года как починок Михаила Рябова. В1671 году здесь учтено 2 двора, в 1764 29 жителей. В 1873 году здесь (починок Михаила Рябова 2-й или Рябовщина) дворов 5 и жителей 62, в 1905 (деревня Большая Рябовщина) 13 и 121, в 1926 24 и 149, в 1950 28 и 115, в 1989 оставалось 45 постоянных жителей.

## Население
Постоянное население составляло 21 человек (русские 90%) в 2002 году, 21 в 2010.